# Mistrzostwa Europy w Judo 2013
62. Mistrzostwa Europy w Judo odbyły się w dniach 25–28 kwietnia 2013 w Budapeszcie w hali Papp László Budapest Sportaréna.
Kobiety rywalizowały w mistrzostwach po raz 39. Reprezentanci Polski nie zdobyli żadnego medalu, odpadając z turnieju po walkach eliminacyjnych. Drużynowo męska reprezentacja zajęła 7. miejsce.

## Reprezentacja Polski

### kobiety
- Ewa Konieczny – odpadła w eliminacjach (48 kg)
- Zuzanna Pawlikowska – odpadła w eliminacjach (52 kg)
- Karolina Pieńkowska – odpadła w eliminacjach (52 kg)
- Agata Perenc – odpadła w eliminacjach (57 kg)
- Karolina Tałach – odpadła w eliminacjach (70 kg)

### mężczyźni
- Łukasz Kiełbasiński  – odpadł w eliminacjach (60 kg)
- Paweł Zagrodnik – odpadł w eliminacjach (66 kg)
- Grzegorz Lewiński – odpadł w eliminacjach (66 kg)
- Piotr Kurkiewicz – odpadł w eliminacjach (73 kg)
- Damian Szwarnowiecki – odpadł w eliminacjach (73 kg)
- Łukasz Błach – odpadł w eliminacjach (81 kg)
- Tomasz Domański – odpadł w eliminacjach (100 kg)
- Janusz Wojnarowicz – odpadł w eliminacjach (+100 kg)
- Maciej Sarnecki – odpadł w eliminacjach (+100 kg)

## Klasyfikacja medalowa
| Poz. | Państwo         | Złoto | Srebro | Brąz | Razem |
| ---- | --------------- | ----- | ------ | ---- | ----- |
| 1    | Gruzja          | 4     | 3      | 1    | 8     |
| 2    | Francja         | 4     | 2      | 7    | 13    |
| 3    | Rosja           | 2     | 3      | 3    | 8     |
| 4    | Holandia        | 2     | 2      | 1    | 5     |
| 5    | Słowenia        | 2     | 1      | 1    | 4     |
| 6    | Węgry           | 1     | 0      | 2    | 3     |
| 7    | Czechy          | 1     | 0      | 0    | 1     |
| 8    | Belgia          | 0     | 1      | 1    | 2     |
| 8    | Austria         | 0     | 1      | 1    | 2     |
| 10   | Chorwacja       | 0     | 1      | 0    | 1     |
| 10   | Rumunia         | 0     | 1      | 0    | 1     |
| 10   | Szwajcaria      | 0     | 1      | 0    | 1     |
| 13   | Izrael          | 0     | 0      | 2    | 2     |
| 13   | Turcja          | 0     | 0      | 2    | 2     |
| 15   | Kosowo          | 0     | 0      | 1    | 1     |
| 15   | Hiszpania       | 0     | 0      | 1    | 1     |
| 15   | Litwa           | 0     | 0      | 1    | 1     |
| 15   | Łotwa           | 0     | 0      | 1    | 1     |
| 15   | Niemcy          | 0     | 0      | 1    | 1     |
| 15   | Portugalia      | 0     | 0      | 1    | 1     |
| 15   | Ukraina         | 0     | 0      | 1    | 1     |
| 15   | Wielka Brytania | 0     | 0      | 1    | 1     |
|      | Total           | 16    | 16     | 32   | 64    |

## Medaliści

### Mężczyźni
| Konkurencja: | Data:            | Złoto: | Srebro: | Brąz: |
| −60 kg       | 25 kwietnia 2013 | Amiran Papinaszwili | Ludovic Chammartin | Artiom Arszanski Ashley McKenzie |
| −66 kg       | 25 kwietnia 2013 | Lasza Szawdatuaszwili | Kamal Chan-Magomiedow | Dimitri Dragin David Larose |
| −73 kg       | 26 kwietnia 2013 | Rok Drakšič | Nugzar Tatalaszwili | Pierre Duprat Zebeda Rechwiaszwili |
| −81 kg       | 26 kwietnia 2013 | Awtandil Czrikiszwili | Tomislav Marijanović | Joachim Bottieau Loïc Pietri |
| −90 kg       | 27 kwietnia 2013 | Kiriłł Dienisow | Warlam Liparteliani | Karolis Bauža Kiriłł Woprosow |
| −100 kg      | 27 kwietnia 2013 | Lukáš Krpálek | Henk Grol | Jevgēņijs Borodavko Cyrille Maret |
| +100 kg      | 27 kwietnia 2013 | Teddy Riner | Adam Okruaszwili | Jean-Sébastien Bonvoisin Barna Bor |
| drużynowo    | 28 kwietnia 2013 | Gruzja · Lasza Szawdatuaszwili · Zebeda Rekhviashvili · Awtandil Czrikiszwili · Warlam Liparteliani · Adam Okruaszwili · (Shalva Kardava, Nugzar Tatalaszwili, · Levan Tsiklauri, Zviad Gogotchuri, · Onise Bughadze) | Rosja · Michaił Pulajew · Musa Moguszkow · Sirażudin Magomiedow · Grigorij Sulemin · Rienat Saidow · (Zelimkhan Ozdoev, Magomed Nazhmudinov · Kamil Magomedov) | Ukraina · Heorhij Zantaraja · Serhij Drebot · Vitalii Dudchyk · Quedjau Nhabali · Dmytro Luchyn · (Hevorh Hevorhyan, Wołodymyr Soroka · Vitalii Popovych, Stanislav Retinskii, · Artem Błoszenko) · Niemcy · Sebastian Seidl · Rene Schneider · Sven Maresch · Marc Odenthal · Robert Zimmermann · (Soshin Katsumi, Hannes Conrad, · Dino Pfeiffer) |

### Kobiety
| Konkurencja: | Data:            | Złoto: | Srebro: | Brąz: |
| −48 kg       | 25 kwietnia 2013 | Éva Csernoviczki | Charline Van Snick | Ebru Şahin Laëtitia Payet |
| −52 kg       | 25 kwietnia 2013 | Natalja Kuziutina | Andreea Chițu | Laura Gómez Majlinda Kelmendi |
| −57 kg       | 25 kwietnia 2013 | Automne Pavia | Sabrina Filzmoser | Telma Monteiro Irina Zabłudina |
| −63 kg       | 26 kwietnia 2013 | Clarisse Agbegnenou | Marta Łabazina | Tina Trstenjak Jarden Dżerbi |
| −70 kg       | 26 kwietnia 2013 | Kim Polling | Linda Bolder | Bernadette Graf Laura Vargas-Koch |
| −78 kg       | 27 kwietnia 2013 | Lucie Louette | Anamari Velenšek | Abigél Joó Marhinde Verkerk |
| +78 kg       | 27 kwietnia 2013 | Lucija Polavder | Emilie Andéol | Iryna Kindzerśka Belkıs Zehra Kaya |
| drużynowo    | 28 kwietnia 2013 | Holandia · Birgit Ente · Sanne Verhagen · Anicka van Emden · Edith Bosch · Marhinde Verkerk · (Linda Bolder, Miranda Wolfslag, · Juul Franssen, Carla Grol) | Francja · Priscilla Gneto · Automne Pavia · Clarisse Agbegnenou · Fanny Posvite · Lucie Louette · (Emilie Andéol, Maelle Di Cintio · Audrey Tcheuméo) | Niemcy · Sappho Coban · Mareen Kräh · Martyna Trajdos · Laura Vargas Koch · Luise Malzahn · (Miryam Roper, Iljana Marzok · Jasmin Külbs) · Rosja · Julija Ryżowa · Irina Zabłudina · Marta Łabazina · Margarita Gurtsieva · Anastasia Dmitrieva · (Natalja Kuziutina, Jekatierina Walkowa · Anastasia Beloivanova, Ekaterina Denisenkova · Anaid Mkhitaryan) |